# Diplocaulobium
Diplocaulobium es un género que tiene asignadas unas 100 especies de orquídeas. Es nativo de Malasia, Australia y Nueva Guinea.

## Descripción
Son pequeñas orquídeas epífitas o litófitas que difiere del género Dendrobium en su único pseudobulbo y en sus flores solitarias, efímeras y axilares. 

## Etimología
El nombre del género se deriva de las palabras griegas διπλός (diplos), que significa "duplo"; καυλός, que significa "talo" o "tronco"; βιος (bios), que significa "vida"; refiriéndose a los tipos de pseudobulbos de este género.

## Especies
| - Diplocaulobium abbreviatum (Schltr.) A.D. Hawkes (1957) - Diplocaulobium aduncilobum (J.J.Sm.) P.F. Hunt & Summerh. (1961) - Diplocaulobium ajoebii (J.J.Sm.) P.F. Hunt & Summerh. (1961) - Diplocaulobium angustitepalum W.K. Harris & M.A. Clem. (2002) - Diplocaulobium arachnoideum (Schltr.) Carr (1934) - Diplocaulobium araneola (Schltr.) Carr (1934) - Diplocaulobium aratriferum (J.J.Sm.) P.F. Hunt & Summerh. (1961) - Diplocaulobium aureicolor (J.J.Sm.) A.D. Hawkes (1957) - Diplocaulobium begaudii Cavestro (2001) - Diplocaulobium bicolor P.J. Cribb & B.A.Lewis (1991) - Diplocaulobium bidentiferum (J.J.Sm.) Kraenzl. (1910) - Diplocaulobium brevicolle (J.J.Sm.) Kraenzl. (1910) - Diplocaulobium cadetioides (Schltr.) A.D. Hawkes (1957) - Diplocaulobium carinulatidiscum (J.J.Sm.) A.D. Hawkes (1957) - Diplocaulobium carolinense A.D. Hawkes (1952) - Diplocaulobium centrale (J.J.Sm.) P.F. Hunt & Summerh. (1961) - Diplocaulobium cervicaliferum (J.J.Sm.) P.F. Hunt & Summerh. (1961) - Diplocaulobium chrysotropis (Schltr.) A.D. Hawkes (1957) - Diplocaulobium clemensiae (Ames) A.D. Hawkes (1957) - Diplocaulobium compressicolle (J.J.Sm.) P.F. Hunt & Summerh. (1961) - Diplocaulobium confluens (J.J.Sm.) S.Thomas, Schuit. & de Vogel (2002) - Diplocaulobium connexicostatum (J.J.Sm.) P.F. Hunt & Summerh. (1961) - Diplocaulobium copelandii (F.M.Bailey) P.F. Hunt (1971) - Diplocaulobium crenulatum (J.J.Sm.) Kraenzl. (1910) - Diplocaulobium cyclobulbon (Schltr.) A.D. Hawkes (1957) - Diplocaulobium dendrocolla (J.J.Sm.) Kraenzl. (1910) - Diplocaulobium dichrotropis (Schltr.) A.D. Hawkes (1957) - Diplocaulobium dilatatocolle (J.J.Sm.) Kraenzl. (1910) - Diplocaulobium ditschiense (J.J.Sm.) P.F. Hunt & Summerh. (1961) - Diplocaulobium ecolle (J.J.Sm.) Kraenzl. (1910) - Diplocaulobium elongaticolle (Schltr.) A.D. Hawkes (1952) - Diplocaulobium fariniferum (Schltr.) Carr (1934) - Diplocaulobium filiforme Kraenzl. (1910) - Diplocaulobium fililobum (F. Muell.) Kraenzl. (1910) - Diplocaulobium flavicolle (Schltr.) A.D. Hawkes (1952) - Diplocaulobium franssenianum (J.J.Sm.) A.D. Hawkes (1957) - Diplocaulobium gibbiferum (J.J.Sm.) A.D. Hawkes (1957) - Diplocaulobium glabrum (J.J.Sm.) Kraenzl. (1910) - Diplocaulobium gracilentum (Schltr.) Kraenzl. (1910) - Diplocaulobium gracilicolle (Schltr.) W. Kittr. (1984) - Diplocaulobium grandiflorum Ridl. (1916) - Diplocaulobium guttulatum (Schltr.) A.D. Hawkes (1957) - Diplocaulobium humile Ridl. (1916) - Diplocaulobium hydrophilum (J.J.Sm.) Kraenzl. (1910) - Diplocaulobium iboense (Schltr.) A.D. Hawkes (1957) - Diplocaulobium inauditum (Rchb.f.) Kraenzl. (1910) - Diplocaulobium inconstans (J.J.Sm.) Kraenzl. (1910) - Diplocaulobium ischnopetalum (Schltr.) Kraenzl. (1910) - Diplocaulobium ischnophyton (Schltr.) A.D. Hawkes (1963) - Diplocaulobium isthmiferum (J.J.Sm.) P.F. Hunt & Summerh. (1961) - Diplocaulobium jadunae (Schltr.) A.D. Hawkes (1957) - Diplocaulobium janowskyi (J.J.Sm.) P.F. Hunt & Summerh. (1961) - Diplocaulobium kirchianum (A.D. Hawkes & A.H. Heller) P.F. Hunt & Summerh. (1961) - Diplocaulobium lageniforme (J.J.Sm.) Kraenzl. (1910) - Diplocaulobium linearifolium Ridl. (1916) - Diplocaulobium longicolle (Lindl.) Kraenzl. (1910) - Diplocaulobium magnilabre P.J. Cribb & B.A. Lewis (1991) - Diplocaulobium mamberamense (J.J.Sm.) A.D. Hawkes (1957) - Diplocaulobium masonii (Rupp) Dockrill (1965) - Diplocaulobium mekynosepalum (Schltr.) Kraenzl. (1910) - Diplocaulobium minjemense (Schltr.) A.D. Hawkes (1957) - Diplocaulobium mischobulbum (Schltr.) A.D. Hawkes (1957) - Diplocaulobium nitidicolle (J.J.Sm.) P.F. Hunt & Summerh. (1961) - Diplocaulobium nitidissimum (Rchb.f.) Kraenzl. (1910) - Diplocaulobium noesae (J.J.Sm.) J.B.Comber (1990) - Diplocaulobium obyrnei W.K.Harris (1997) - Diplocaulobium opilionites (Schltr.) A.D. Hawkes (1963) - Diplocaulobium ou-hinnae (Schltr.) Kraenzl. (1910) - Diplocaulobium papillilabium (J.J.Sm.) P.F. Hunt & Summerh. (1961) - Diplocaulobium pentanema (Schltr.) Kraenzl. (1910) - Diplocaulobium phalangillum (J.J.Sm.) Kraenzl. (1910) - Diplocaulobium phalangium (Schltr.) Kraenzl. (1910) - Diplocaulobium pililobum (J.J.Sm.) P.F. Hunt & Summerh. (1961) - Diplocaulobium platyclinoides (J.J.Sm.) P.F. Hunt & Summerh. (1961) - Diplocaulobium pulvilliferum (Schltr.) A.D. Hawkes (1957) - Diplocaulobium recurvifolium (J.J.Sm.) A.D. Hawkes (1957) - Diplocaulobium regale (Schltr.) A.D. Hawkes (1957) - Diplocaulobium ridleyanum (Schltr.) W. Kittr. (1984) - Diplocaulobium savannicola (Schltr.) A.D. Hawkes (1957) - Diplocaulobium schouteniense (J.J.Sm.) A.D. Hawkes (1957) - Diplocaulobium scotiiforme (J.J.Sm.) P.F. Hunt & Summerh. (1961) - Diplocaulobium sepikanum (Schltr.) P.F. Hunt (1971) - Diplocaulobium sitanalae (J.J.Sm.) P.F. Hunt & Summerh. (1961) - Diplocaulobium solomonense Carr (1934) - Diplocaulobium stelliferum (J.J.Sm.) A.D. Hawkes (1957) - Diplocaulobium stenophyton (Schltr.) P.F. Hunt & Summerh. (1961) - Diplocaulobium subintegrum P.J. Cribb & B.A. Lewis (1991) - Diplocaulobium sublobatum (J.J.Sm.) P.F. Hunt & Summerh. (1961) - Diplocaulobium tentaculatum (Schltr.) Kraenzl. (1910) - Diplocaulobium textile (J.J.Sm.) P.F. Hunt & Summerh. (1961) - Diplocaulobium tipula (J.J.Sm.) Kraenzl. (1910) - Diplocaulobium tipuliferum (Rchb.f.) Kraenzl. (1910) - Diplocaulobium tortitepalum (J.J.Sm.) A.D. Hawkes (1957) - Diplocaulobium tropidophorum (Schltr.) A.D. Hawkes (1957) - Diplocaulobium tuberculatum (J.J.Sm.) P.F. Hunt & Summerh. (1961) - Diplocaulobium utile (J.J.Sm.) Kraenzl. (1910) - Diplocaulobium validicolle (J.J.Sm.) Kraenzl. (1910) - Diplocaulobium vanilliodorum (J.J.Sm.) A.D. Hawkes (1957) - Diplocaulobium vanleeuwenii (J.J.Sm.) P.F. Hunt & Summerh. (1961) - Diplocaulobium xanthocaulon (Schltr.) A.D. Hawkes (1957) |